# COSPAR-identificatiecode
De COSPAR-identificatiecode (Engels: International Designator, afgekort COSPAR-ID) is een code die wordt toegekend aan kunstmatige objecten in de ruimte. Het systeem is algemeen bekend als het COSPAR-systeem, genoemd naar de Commissie voor Ruimteonderzoek (COSPAR) als onderdeel van de Internationale Raad voor Wetenschappen.

## Definitie
Met behulp van de COSPAR-code worden alle kunstmatige objecten in de ruimte, ongeacht hun grootte en oorsprong, vastgelegd met hun orbitale gegevens. De termen objecten en ruimtevaartuigen zijn in de definitie van de COSPAR breed gedefinieerd zodat ook rekening gehouden kan worden met ruimtepuin dat onder andere resteert na de lancering van een raket en in een baan om de aarde draait. Door middel van de registratie kunnen onder andere verstoringen uit astronomische observatiegegevens worden gefilterd en mogelijke botsingen tussen objecten worden voorspeld. 
Niet alle kunstmatige objecten in de ruimte worden geclassificeerd. Zeer kleine objecten die losraken van een draagraket of satelliet en onafhankelijk in een baan om de aarde circuleren worden niet gerubriceerd. Restanten van mislukte lanceringen krijgen geen registratienummer maar worden gecatalogiseerd onder een niet-gestandaardiseerde naam en ook suborbitale ruimtevluchten worden niet gecatalogiseerd.
Naast de COSPAR-identificatie worden kunstmatige objecten in de ruimte ook geclassificeerd met een satelliet catalogusnummer ook wel North American Aerospace Defense Command (NORAD) catalogusnummer of objectnummer van het United States Space Command (USSPACECOM) genoemd.
Het United Nations Office for Outer Space Affairs (UNOOSA) en het Space Science Data Coordinated Archive (NSSDCA) van NASA houden twee catalogi bij met aanvullende informatie over draagraketten en ladingen. Terwijl UNOOSA de COSPAR-ID gebruikt maakt de NSSDCA gebruik van de Master Catalog waar een nauw verwante aanduiding genaamd NSSDCA-identificatiecode wordt toegepast.

## Historie

### 1957 - 1963
In de astronomische traditie (sterren, kometen en planetoïden) werd vanaf 1957 elke eerste waarneming overeenkomend met een raketlancering aangeduid met een jaartal en een Griekse letter. Spoetnik 1 werd bijvoorbeeld 1957 Alpha 2 genoemd. Het lanceervoertuig dat helderder in een baan om de aarde was werd 1957 Alpha 1 genoemd.
Als er meerdere objecten moesten worden onderscheiden kregen ze een numerieke waarde op basis van hun grootte. Vanaf 1961 voldeden de letters van het Grieks alfabet door het aantal waarnemingen niet meer en werd een tweede reeks ingevoerd. Dit eerste aanduidingssysteem wat was ontwikkeld door de Universiteit van Harvard bleef in gebruik voor satellieten die tot eind 1962 werden gelanceerd waarna het werd vervangen door het hedendaagse systeem.

### 1963 - heden
Vanaf 1963 werd de alfabetische (Latijnse) alfabetische index van het naamschema jaar-nummer (twee of drie cijfers) aangenomen. De code bestaat uit het jaar van lancering, een driecijferig oplopend nummer voor de lancering van dat jaar en een code van maximaal drie letters die de opeenvolgende identificatie van een stuk in een lancering vertegenwoordigt. De namen van het oude systeem werden vervolgens omgezet in namen van het nieuwe systeem.

## Voorbeelden
Satellieten die vanuit het Internationale Ruimtestation worden gelanceerd krijgen een COSPAR-ID toegewezen die begint met "1998-067" omdat de eerste module van het ruimtestation in 1998 werd gelanceerd. Bijvoorbeeld de satelliet GOMX-3, gelanceerd op een H-II Transfer Vehicle op 19 augustus 2015 vanuit het  Tanegashima Space Center in Japan heeft de COSPAR-ID aanduiding 1998-067HA omdat het voor het eerst arriveerde op het internationale ruimtestation vanwaar het later werd gelanceerd.
| Satelliet                  | COSPAR ID |
| -------------------------- | --------- |
| ANS                        | 1974-070A |
| BepiColombo                | 2018-080A |
| PROBA-V                    | 2013-021A |
| James Webb-ruimtetelescoop | 2021-130A |

Ruimtevaartuigen die een baan om de aarde niet voltooien, bijvoorbeeld lanceringen die de baan niet bereiken, krijgen geen ID's toegewezen.